# Physocephala furax
Physocephala furax är en tvåvingeart som beskrevs av Becker 1913. Physocephala furax ingår i släktet Physocephala och familjen stekelflugor. Inga underarter finns listade i Catalogue of Life.